# ヒューマン (曲)
「ヒューマン」は、WANIMAの楽曲。2017年10月26日にunBORDEから2作目の配信限定シングルとしてデジタルリリースされた。

## 概要
- 前作『Gotta Go!!』から約5ヶ月振りのリリース[注 1]。

## 収録曲
1. ヒューマン - [3:59]
作詞・作曲：KENTA　編曲：WANIMA
  - フジテレビ系 木曜劇場『刑事ゆがみ』主題歌[3]